# Ritual (film, 2002)
Pour les articles homonymes, voir Ritual.
Série
La Reine des vampires
(1996)
Pour plus de détails, voir Fiche technique et Distribution.
Ritual  est un film américain réalisé par Avi Nesher et sorti en 2002. Il est le troisième film issu de la série Les Contes de la crypte.

## Synopsis
A cause de la mort d'un patient, une doctoresse perd sa licence médicale et se fait embaucher comme infirmière. Elle doit soigner un jeune homme victime du vaudou.

## Fiche technique
- Titre original : Ritual
- Titre complet : Tales from the Crypt Presents: Ritual
- Réalisation : Avi Nesher
- Scénario :
- Musique : Shirley Walker
- Photographie :
- Montage :
- Production :
- Sociétés de production :
- Société de distribution :
- Pays :  États-Unis
- Langue : Anglais
- Format :
- Genre : Horreur, Comédie
- Durée : 99 minutes
- Dates de sortie :
- Philippines : 2002
- États-Unis : 2006

## Distribution
- Jennifer Grey : Dr Alice Dodgson
- Craig Sheffer : Paul Claybourne
- Daniel Lapaine : Wesley Claybourne
- Kristen Wilson : Caro Lamb
- Gabriel Casseus : J.B.
- Tim Curry : Matthew Hope
- Ron Taylor : Superintendent Archbald
- Erick Avari : Dr. Peter Winsford
- Dorothy Cunningham : Violette
- Kathy Owen : Dr Shaba
- Jessica Collins : Jackie
- Stephen Tobolowsky : Dr Javitz
- Natasha Budhi : Dori
- John Kassir : Le gardien de la crypte (voix)